# Augusto Theodoli
Augusto Theodoli (Roma, 18 settembre 1819 – Roma, 26 giugno 1892) è stato un cardinale italiano.

## Biografia
Nacque a Roma il 18 settembre 1819, membro di una nobile famiglia romana, figlio più giovane di Giacomo Theodoli e di Maria Camassei. Era parente del cardinale Mario Theodoli. 
Decise di entrare nella vita ecclesiastica dopo una giovinezza turbolenta e spensierata.
Papa Leone XIII lo elevò al rango di cardinale nel concistoro del 7 giugno 1886.
Morì il 26 giugno 1892 all'età di 72 anni.